# Harrisina
Harrisina är ett släkte av fjärilar. Harrisina ingår i familjen bastardsvärmare.

## Bildgalleri

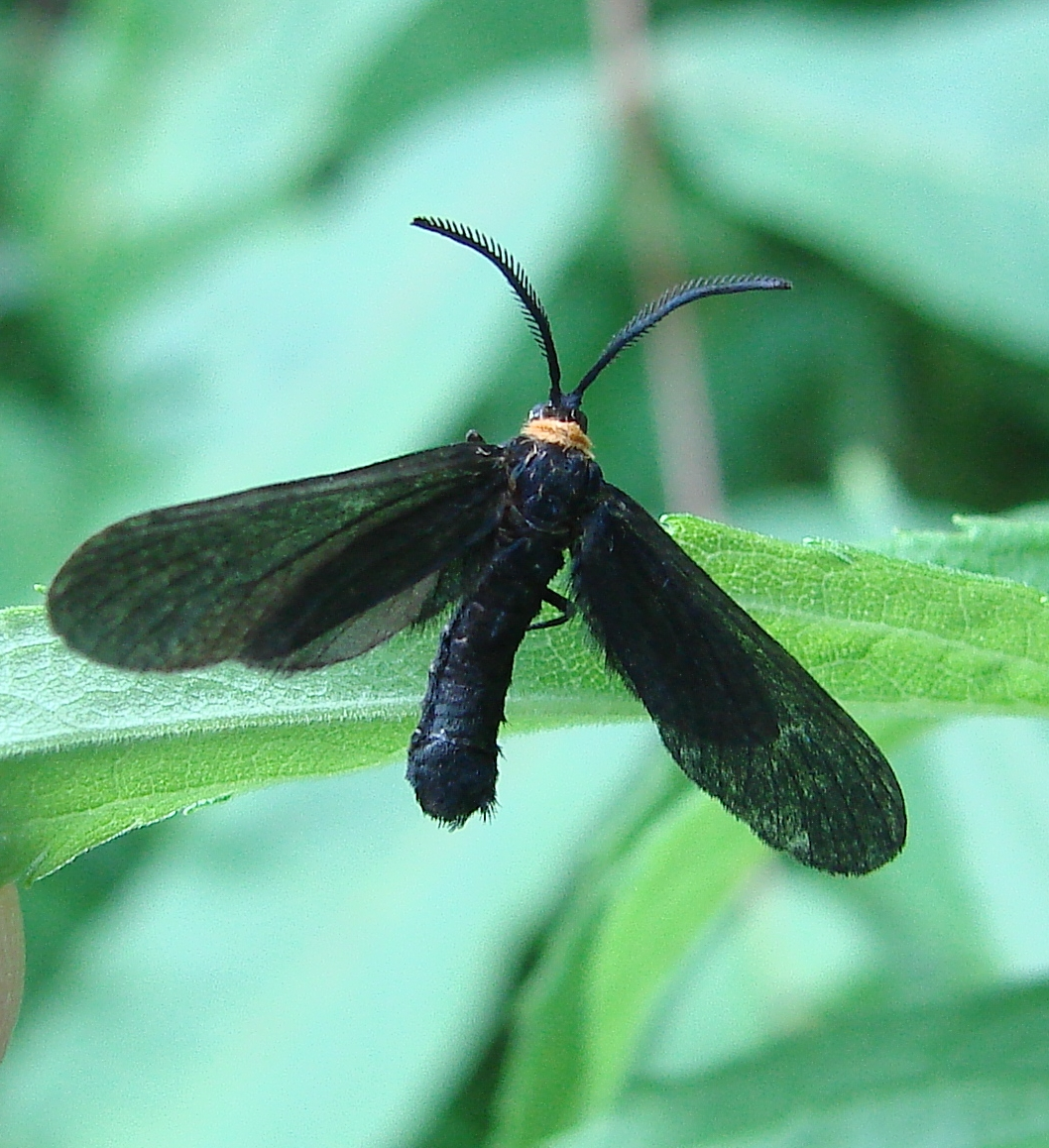
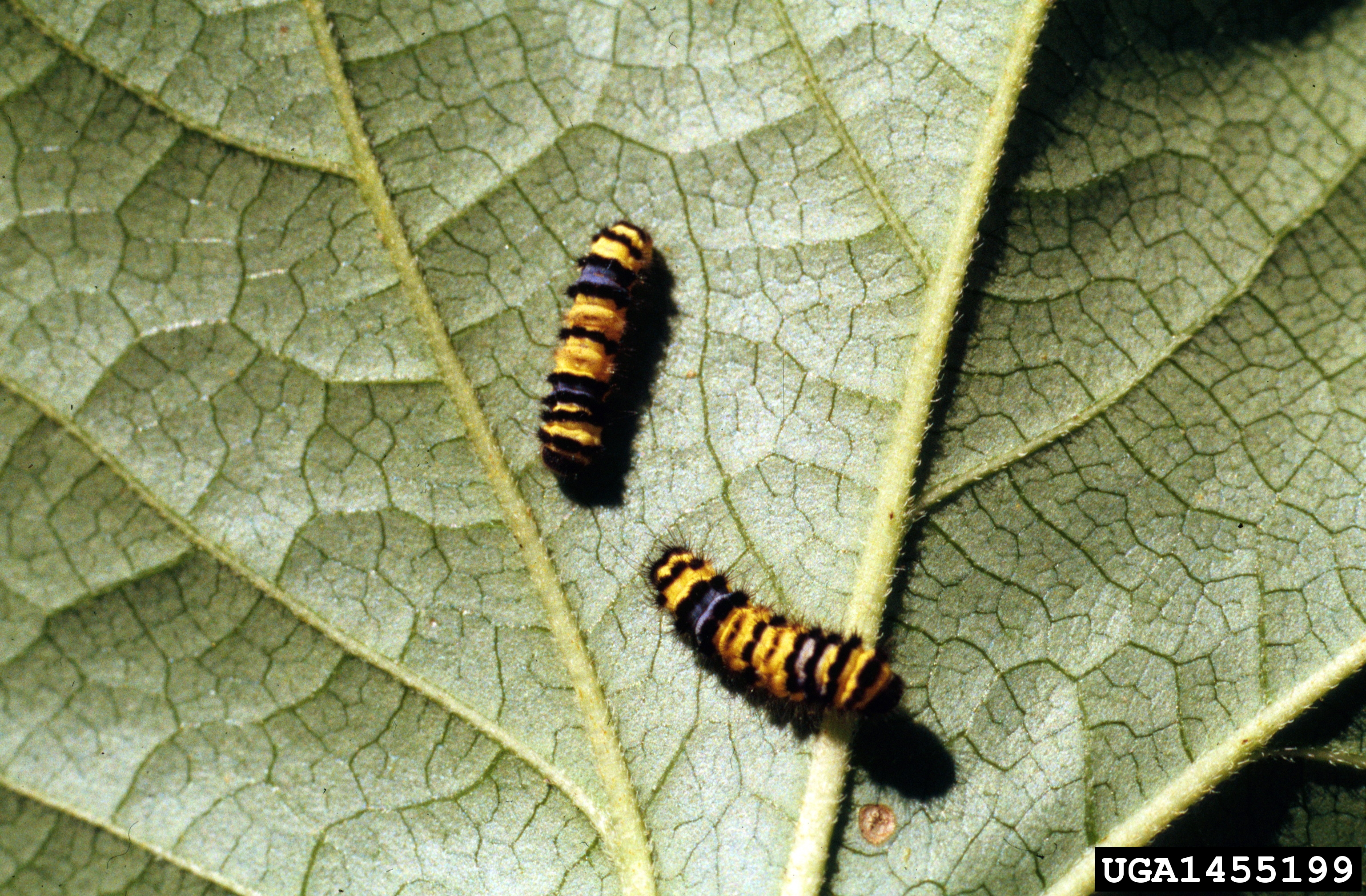
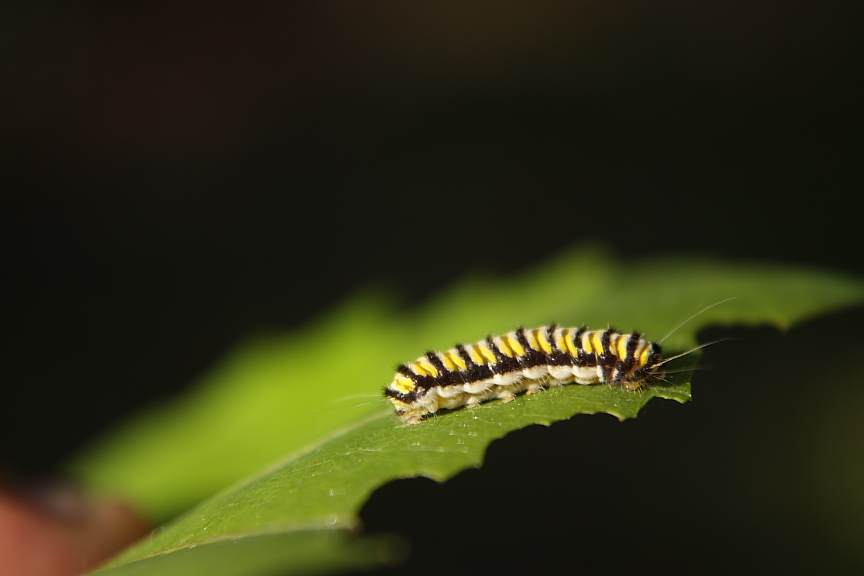
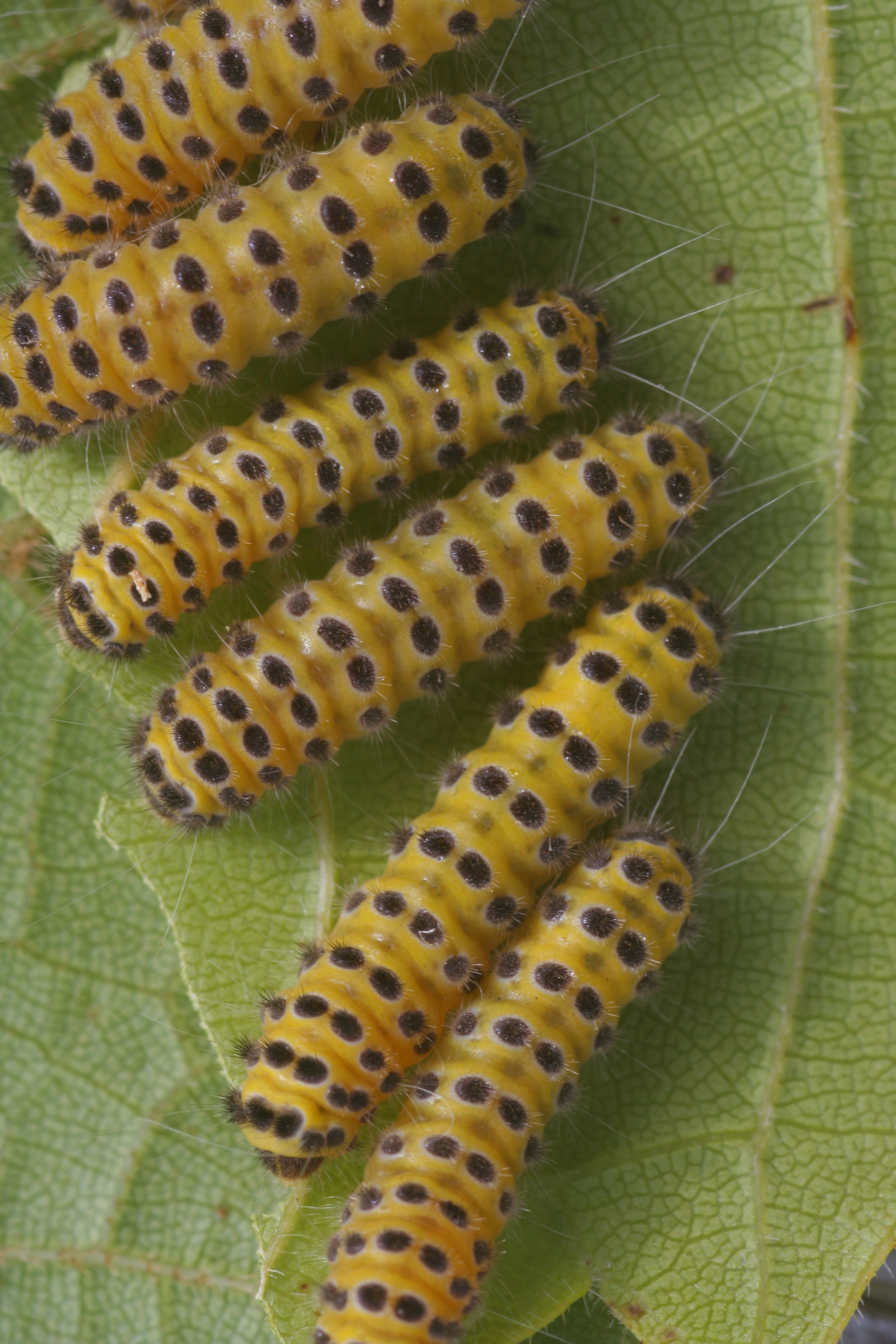
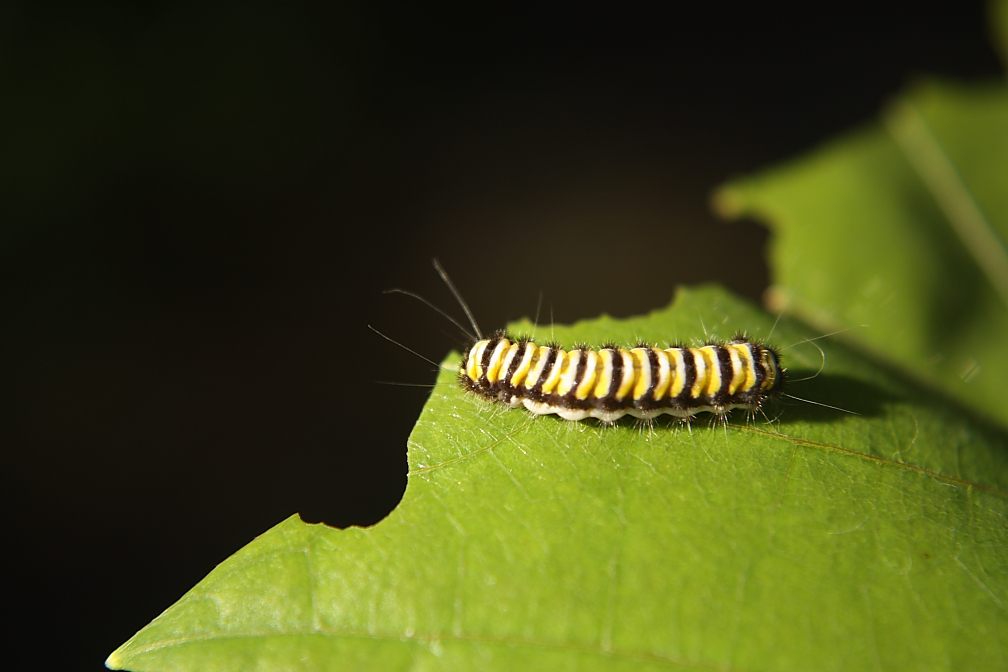

## Dottertaxa tillHarrisina, i alfabetisk ordning[1]
- Harrisina americana
- Harrisina anisa
- Harrisina approximata
- Harrisina auchenochrysa
- Harrisina australis
- Harrisina aversus
- Harrisina boliviensis
- Harrisina brevistrigata
- Harrisina brillians
- Harrisina chalcina
- Harrisina chalestra
- Harrisina charax
- Harrisina cirama
- Harrisina coracina
- Harrisina cyanea
- Harrisina dantasi
- Harrisina draudti
- Harrisina elongata
- Harrisina eminens
- Harrisina erythrogramma
- Harrisina flavithorax
- Harrisina fulvinota
- Harrisina guatemalena
- Harrisina innocens
- Harrisina invaria
- Harrisina janeira
- Harrisina lepta
- Harrisina longicaulis
- Harrisina lustrans
- Harrisina mephisto
- Harrisina metallica
- Harrisina mexicana
- Harrisina mystica
- Harrisina nigrina
- Harrisina peritta
- Harrisina prava
- Harrisina proeminens
- Harrisina ricara
- Harrisina rubroventralis
- Harrisina rumelii
- Harrisina seitzi
- Harrisina smaragdina
- Harrisina splendens
- Harrisina tergina
- Harrisina tersa
- Harrisina tessacans
- Harrisina texana
- Harrisina venata
- Harrisina virescens
- Harrisina zikani